# Turaniphytum
Turaniphytum là một chi thực vật có hoa trong họ Cúc (Asteraceae).

## Loài
Chi Turaniphytum gồm các loài: